# عین نویصی
عین نویصی (به عربی: عين النويصي) یک شهرداری در الجزایر است که در ناحیه عین النویصی واقع شده‌است. عین نویصی ۵۳ کیلومتر مربع مساحت و ۱۴٬۵۳۰ نفر جمعیت دارد.